# Helen Stephens

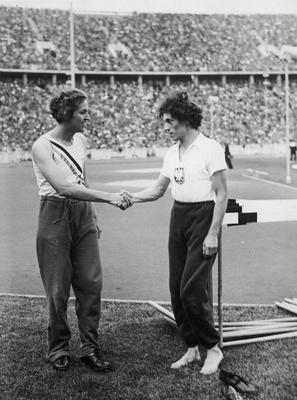
Helen Stephens i Stanisława Walasiewicz na igrzyskach olimpijskich w Berlinie (1936)

Helen Herring Stephens  (ur. 3 lutego 1918 w Fulton, zm. 17 stycznia 1994 w Saint Louis) – amerykańska lekkoatletka specjalizująca się w biegach sprinterskich, uczestniczka i dwukrotna złota medalistka igrzysk olimpijskich w 1936 w Berlinie (w biegu na 100 m oraz w sztafecie 4 × 100 m).

## Finały olimpijskie
- 1936 – Berlin, bieg na 100 metrów – złoty medal
- 1936 – Berlin, sztafeta 4 × 100 metrów – złoty medal
- 1936 – Berlin, rzut dyskiem – 9. miejsce

## Rekordy życiowe
- bieg na 100 yardów – 10,4 (1935)
- bieg na 100 metrów – 11,5 (1936)
- bieg na 200 metrów – 24,1 (1936)
- rzut dyskiem – 40,70 (1936)